# Cabeça de Cristo
A Cabeça de Cristo, também chamada de Cabeça de Sallman, é uma pintura do rosto de Jesus Cristo datada de 1940, de autoria do pintor norte-americano Warner Sallman. Até o final do século XX, a obra havia sido reproduzida mais de meio bilhão de vezes ao redor do mundo, demonstrando tratar-se de uma obra de arte devocional popular cristã extremamente bem-sucedida.  Muitas cópias ampliadas da pintura foram produzidas para igrejas, assim como pequenas imagens de bolso ou cartões com a imagem, para se levar na carteira, foram produzidos em massa para uso devocional privado. A pintura se tornou a base da imagem de Jesus para centenas de milhões de pessoas no mundo inteiro. 

## Origens
A Cabeça de Cristo surgiu em 1924, a partir de um esboço feito a carvão, intitulado O Filho do Homem, vendido por Sallman para servir como capa para a revista The Covenant Companion, da Igreja Evangélica da Aliança. Em 1933, os alunos do Seminário Teológico de McCormick, em Chicago, elegeram O Filho do Homem como a representação mais precisa de Jesus. E logo depois disso, a Kriebel & Bates, uma editora religiosa em Indianápolis, adquiriu os direitos para imprimir e distribuir a imagem. 
Ao longo dos anos, diversas variações desta pintura foram criadas pelo artista: a primeira versão a óleo é de 1935, e foi produzida para comemorar o quinquagésimo aniversário da Igreja Evangélica da Aliança. Em 1940, os alunos do Seminário Teológico North Park pediram a Sallman que reproduzisse seu O Filho do Homem, e a Kriebel & Bates, empresa criada pelo braço editorial da Igreja de Deus em Anderson, Indiana, encomendou uma versão colorida da mesma obra feita a carvão. Sallman então criou a Cabeça de Cristo. A Kriebel & Bates, aliás, veio a comercializar mais de 100 obras do artista ao longo dos trinta anos seguintes. 
A Livraria Batista também ajudou com a popularização inicial da Cabeça de Cristo, ao distribuir imagens litográficas de diferentes tamanhos, vendidos em todo o sul dos Estados Unidos. O Exército da Salvação e a Associação Cristã de Moços, como membros da ONG United Service Organizations, também distribuíram versões de bolso da pintura para os soldados americanos que viajavam para o exterior durante a Segunda Guerra Mundial . Com o término da guerra, grupos em Oklahoma e Indiana fizeram campanhas de distribuição da imagem em espaços públicos e privados. Um organizador luterano em Illinois declarou que "deveria haver 'cristãos de carteirinha', para combater o efeito dos 'comunistas de carteirinha'." 
Em 1986, depois de produzir cerca de um bilhão de fotos dos trabalhos de Sallman em todos os formatos imaginãveis, a Kriebel & Bates foi à falência. Um ano depois, a Universidade Anderson adquiriu as obras de arte originais de do artista, e a Warner Press, editora religiosa em Anderson, adquiriu os direitos autorais e de distribuição.

## Características
Muitos cristãos luteranos e católicos fizeram elogios à pintura, devido à existência de uma hóstia escondida na testa da Cabeça de Cristo, e de um cálice em sua têmpora, ambos referenciando a Sagrada Eucaristia.  A Cabeça de Cristo também se tornou popular entre os cristãos evangélicos, já que eles acreditavam que o retrato enfatizava o "poder de salvação da vida, da morte e da ressurreição de Jesus". David Morgan, professor de religião na Universidade Duke, afirma que "para muitos cristãos, durante a Guerra Fria, o retrato criado por Sallman simbolizava um Cristo viril e másculo, enquanto que, para outros, era a representação de um Jesus mais íntimo e protetor, um salvador pessoal dos tempos modernos". 
Susan Caroselli, uma professora assistente visitante de religião e artes em Yale, sugeriu que o Jesus de Sallman era uma alternativa mais convidativa às representações um tanto austeras e historicamente específicas de Jesus, criadas durante o período vitoriano. Segundo a professora, o Jesus de Sallman era mais gentil e amável, mais "acessível e reconfortante" e "não foi retratado em um tempo e lugar específicos, mas interagindo com pessoas como você e eu". 

## Supostos milagres
Warner Sallman acreditava que seu esboço inicial de A Cabeça de Cristo foi concebida como  resultado de uma "visão milagrosa que ele recebeu tarde da noite", afirmando que "a resposta veio às 2 da manhã de janeiro de 1924" como "uma visão em resposta à minha oração a Deus em uma situação desesperadora". 
A Cabeça de Cristo também é venerada na Igreja Ortodoxa Copta,  depois de um relato de 1991, em que Isaac Ayoub, então com doze anos de idade, morador de Houston, Texas, diagnosticado com leucemia, alegou ter visto os olhos de Jesus, na pintura, derramando lágrimas; O padre Ishaq Soliman, da Igreja Copta de São Marcos, em Houston, naquela mesma data, "testemunhou os milagres" e, no dia seguinte, "o Dr. Atef Rizkalla, médico da família, examinou o jovem e certificou que não havia vestígios de leucemia".  Com a aprovação episcopal do Bispo Tadros, de Porto Saíde, e do Bispo Yuhanna do Cairo, "a Cabeça de Cristo de Sallman foi colocada em exibição na Igreja Copta", com "mais de cinquenta mil pessoas" tendo visitado o local para vê-la. 
Várias revistas religiosas também explicaram o "poder da imagem de Sallman", documentando ocorrências tais como a de recrutadores de RH que desistiram de entrevistar um empresário, fugindo depois de verem nele uma cópia da imagem, a de um "ladrão que desistiu do delito que cometia depois de ver a Cabeça de Cristo na parede de uma sala de estar", além de conversões de pessoas não crentes ao cristianismo em seus leitos de morte. 

## Aparições
O presbitério da Igreja Metodista Unida El Buen Samaritano possui uma cópia grande da Cabeça de Cristo de Sallman ao invés de uma cruz tradicional de altar.  O Seminário de São Francisco de Sales, instituição católica localizada em Oklahoma City, "solicitou e recebeu uma gigantesca Cabeça de Cristo para exibição em seu campus".  Conforme citado por David Morgan, a Cabeça de Cristo "ainda é encontrada em igrejas protestantes e católicas, é muito usada por mórmons, latinos, nativos americanos e afro-americanos, e está pendurada em lares cristãos na África, América Latina, Ásia e Europa Oriental". 
A Cabeça de Cristo já apareceu em cenas de diversos filmes, entre eles o filme de terror Colheita Maldita, de 1984, Jungle Fever, de 1991 e Silver Linings Playbook, obra de 2012.  